# Gansha
Gansha (kinesiska: 干杉, 干杉乡) är en socken i Kina. Den ligger i provinsen Hunan, i den södra delen av landet, omkring 22 kilometer öster om provinshuvudstaden Changsha. Antalet invånare är 30509. Befolkningen består av 14 781 kvinnor och 15 728 män. Barn under 15 år utgör 11,0 %, vuxna 15-64 år 80 %, och äldre över 65 år 8,0 %.
Genomsnittlig årsnederbörd är 1 884 millimeter. Den regnigaste månaden är maj, med i genomsnitt 338 mm nederbörd, och den torraste är oktober, med 45 mm nederbörd.